# Wilhelm Crusius

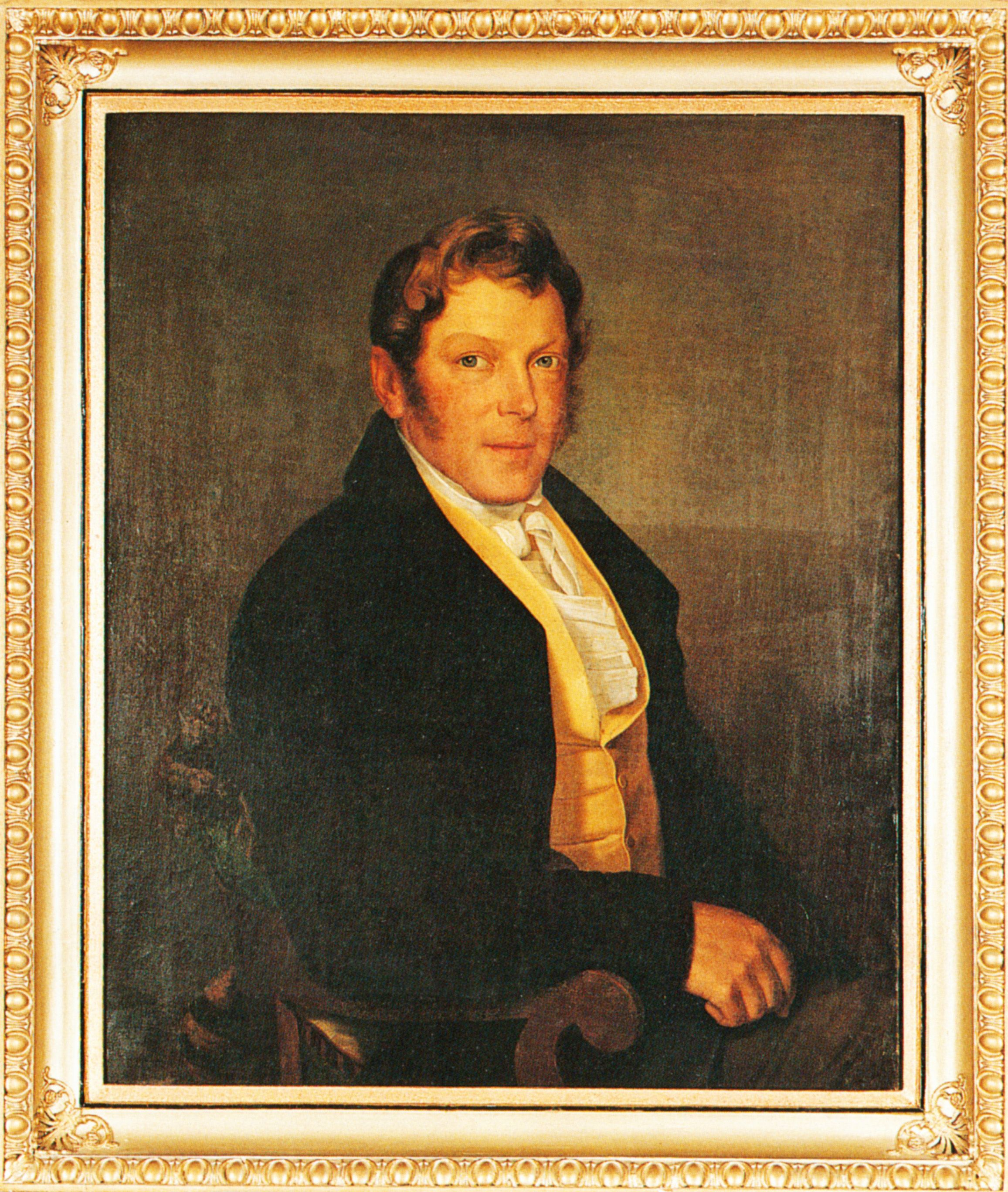
Wilhelm Crusius, 1829 Ölgemälde von G. A. Hennig

Heinrich Wilhelm Leberecht Crusius (* 20. Juni 1790 in Leipzig; † 26. August 1858 in Rüdigsdorf) war ein deutscher Landwirt und Agrarwissenschaftler. Er gehörte zu den einflussreichsten Förderern der sächsischen Landwirtschaft und beteiligte sich an weiteren unternehmerischen, sozialen und kulturellen Projekten.

## Leben
Crusius ist das jüngste Kind und der vierte Sohn des wohlhabenden Buchhändlers Siegfried Leberecht Crusius (1738–1824) und seiner Ehefrau Dorothea Charlotte Ploß (1760–1836) und ein Ururenkel des Chemnitzer Bürgermeisters Atlas Crusius.
Ab 1806 studierte Crusius Rechtswissenschaften und Nationalökonomie an der Universität Leipzig. Nach seiner Promotion bewirtschaftete er den Familienbesitz, die Rittergüter Sahlis und Rüdigsdorf. Hier betätigte er sich als fortschrittlicher Landwirt im Pflanzenbau wie in der Viehzucht. Er legte Düngungsversuche an, erprobte neuentwickelte Ackergeräte und gehörte zu den ersten Landwirten, die einen Agrikulturchemiker auf ihren Besitzungen beschäftigten. Er war der erste Rittergutsbesitzer Sachsen, der seiner Rechte als Patrimonialgerichtsherr freiwillig an den Staat abtrat. So entstand 1834 das Königliche Gericht Kohren.
Nachhaltig förderte er den Aufbau des landwirtschaftlichen Vereinswesens in Sachsen. Als Vorsitzender des 1843 gegründeten „Landwirtschaftlichen Hauptvereins des Königreichs Sachsen“ sowie des diesem 1850 nachfolgenden „Landeskulturrates“ fungierte Crusius als wichtige Schnittstelle zwischen der sächsischen Landesregierung und den landwirtschaftlichen Vereinen. Auf seine Initiative wurde 1844 der Erbländische Ritterschaftliche Creditverein in Sachsen gegründet.
Von 1831 bis zu seinem Lebensende war er Vorsitzender der traditionsreichen „Leipziger Ökonomischen Sozietät“ und hatte entscheidenden Anteil daran, dass 1850 auf dem Gut Möckern bei Leipzig die erste landwirtschaftliche Versuchsstation in Deutschland eingerichtet wurde.
Crusius gehört zu den Mitbegründern der „Versammlungen der deutschen Land- und Forstwirthe“. Die erste dieser gesamtdeutschen Jahrestagungen fand 1837 in Dresden statt. Engagiert setzte sich Crusius für den Plan deutscher Landwirte ein, dem Agrarwissenschaftler Albrecht Daniel Thaer in Leipzig ein Denkmal zu errichten. Bei der feierlichen Enthüllung dieses Denkmals am 28. September 1850 hielt er die Festrede.
Von 1830 bis 1851 mit einer kurzen Unterbrechung 1848/49 gehörte Crusius der Ersten Kammer des Sächsischen Landtages an, verzichtete aber 1850/51 auf die Wahrnehmung des Mandats, da er die Aufhebung der landständischen Verfassung durch das Wahlgesetz von 1848 für legitim hielt.
1824 wurde in Leipzig die von Crusius initiierte „Hagelschäden-Versicherungs-Gesellschaft im Königreich Sachsen“ gegründet, dessen Direktorium er bis 1845 angehörte.
Er war Mitglied des 1834 gegründeten „Leipzig-Dresdner-Eisenbahn-Comités“, das den Bau der ersten deutschen Ferneisenbahn propagierte und wichtige Vorarbeiten leistete. So bereiste Crusius mit dem späteren technischen Leiter des Eisenbahnbaus Karl Theodor Kunz Belgien und England, um die dortigen Erfahrungen zu studieren. Bis 1844 gehörte er dem Direktorium der 1835 gegründeten Leipzig-Dresdner-Eisenbahncompagnie an.
Gemeinsam mit weiteren Mitgliedern der Leipziger Stadtgesellschaft gründete Crusius 1825 den „Verein zur Erhaltung der Heilanstalt für arme Augenkranke“, der durch die Sammlung von Spenden die 1820 von dem Arzt Friedrich Philipp Ritterich begründete „Heilanstalt für arme Augenkranke“ unterstützte.
Crusius besaß eine umfangreiche Kunstsammlung und war Mitglied des „Leipziger Kunstvereins“. Nach seinem Tod gelangten einzelne Gemälde durch Schenkung in das Leipziger Museum der bildenden Künste. Zahlreiche Kupferstiche, Radierungen, Handzeichnungen und Bücher wurden 1863 im Kunstauktionshaus Rudolph Weigel versteigert.
Crusius besaß in Leipzig ein Eckhaus in der Grimmaischen Straße/Ecke Neumarkt, bewohnte aber im Sommer das von einem Park im englischen Stil umgebene Gutshaus Rüdigsdorf. Dieses ließ er ab 1824 erneuern und ausbauen. Für die Ausgestaltung des Festsaals („Tapetensaal“) im ersten Obergeschoss wählte er von Xavier Mader gestaltete handgedruckte Bildtapeten der berühmten Firma Dufour & Leroy aus Paris, die Szenen aus der griechischen Mythologie unter dem Leitthema „Olympische Feste“ zeigen. Im nördlichen Teil des Parks ließ er 1829 eine Orangerie errichten. In deren rechtem Seitenflügel befindet sich ein Gartensalon (Schwind-Pavillon), für dessen Innenausstattung Moritz von Schwind 1838 neun Wandbilder gestaltete, in denen er Szenen aus dem antiken Märchen „Amor und Psyche“ verarbeitete. Der Leipziger Maler Gustav Adolph Hennig schuf das Deckengemälde „Amor führt Psyche in den Olymp“.
Seine Güter Sahlis und Rüdigsdorf wurden nach seinem Tod von seinem Sohn Friedrich Leberecht Crusius und später vom Enkel Heinrich Leberecht Crusius bewirtschaftet. Urenkel Dr. Siegfried Leberecht Crusius wurde 1945 entschädigungslos enteignet.
Seine Stammliste ist in der Stammliste seines Urururgroßvaters Balthasar Crusius enthalten.

## Familie
Crusius heiratete 1814 Juliane Charlotte, geb. Hillig (1789–1816). Aus dieser Ehe ging die Tochter Charlotte Theresia, verh. Wilhelmi (1814–1875) hervor. 1820 heiratete er in zweiter Ehe Anna Elisabeth, geb. Witthauer (1789–1871), eine Tochter des Lübecker Komponisten und Kirchenmusikers Johann Georg Witthauer. In dieser Ehe wurden die Kinder Siegfried Leberecht (1825–1852); Friedrich Leberecht (1833–1861), Elise Charlotte, verh. Jentsch (1821–1910); Charlotte Maria, verh. Leonhard (1823–1904) und Anna Charlotte (1840–1842) geboren.